# Storsejl
Storsejlet er det nederste sejl på stormasten. Det er ikke nødvendigvis skibets største sejl, selvom det næsten altid er tilfældet.
| Vandsport/vandtransport | Spire Denne vandsports- eller vandtransportsartikel er en spire som bør udbygges. Du er velkommen til at hjælpe Wikipedia ved at udvide den. |